# پاقلعه (جیرفت)
پاقلعه (جیرفت)، روستایی از توابع بخش ساردوئیه شهرستان جیرفت در استان کرمان ایران است.

## جمعیت
این روستا در دهستان دلفارد قرار دارد و براساس سرشماری مرکز آمار ایران در سال ۱۳۸۵، جمعیت آن 132 نفر (38خانوار) بوده‌است.